# Aegyptobia pomaderrisae
Aegyptobia pomaderrisae är en spindeldjursart som beskrevs av Elsie Collyer 1969. Aegyptobia pomaderrisae ingår i släktet Aegyptobia och familjen Tenuipalpidae. Inga underarter finns listade i Catalogue of Life.